# Martin Rees
Martin Rees, Baron Rees of Ludlow (ur. 23 czerwca 1942 w Yorku) – brytyjski naukowiec: astronom, kosmolog i popularyzator tych dziedzin, związany z Uniwersytetem w Cambridge i przewodniczący (dziekan, ang. Master) tamtejszego Trinity College (2004–2012). Astronom królewski Wielkiej Brytanii od 1995 roku, jako 15. na tym stanowisku, a także 60. prezes Towarzystwa Królewskiego w Londynie (ang. Royal Society, 2005–2010).
Rees to laureat licznych nagród, w tym Nagrody Templetona (2011) oraz prestiżowych nagród w astronomii i fizyce, ustępujących statusem głównie Nagrodzie Nobla jak Złoty Medal Królewskiego Towarzystwa Astronomicznego (ang. Royal Astronomical Society, 1987), Nagroda Crafoorda (2005), Medal Isaaca Newtona (2012), Medal Diraca od ICTP (2013) i Nagroda Wolfa w dziedzinie fizyki (2024).
Jako astrofizyk przysłużył się potwierdzeniu Wielkiego Wybuchu przez badania kwazarów. Popularyzował wiedzę o Kosmosie i futurologię przez książki, publiczne wykłady i wywiady.

## Życiorys
Studiował w Trinity College na Uniwersytecie w Cambridge, gdzie w 1967 roku uzyskał stopień doktora pod kierownictwem Denisa Sciamy. Po stażach podoktorskich wyjechał do Stanów Zjednoczonych, wykładał na University of Sussex oraz macierzystej uczelni, gdzie kierował Instytutem Astronomii.
Prowadził badania nad pochodzeniem mikrofalowego promieniowania tła, tworzeniem galaktyk, zajmował się także kwazarami, gdzie jego badania rozkładu kwazarów były ostatecznym dowodem na brak zastosowania teorii stanu stacjonarnego. Martin Rees wyraził opinię, że szukane inteligencji pozaziemskich (program Search for Extraterrestrial Intelligence) jest opłacalne, nawet jeśli szansa na sukces jest mała.
Jest członkiem Royal Society, a w latach 2005-2010 sprawował funkcję prezesa tego towarzystwa. W 1995 objął stanowisko Astronoma Królewskiego Wielkiej Brytanii. W latach 2004–2012 był przewodniczącym (dziekanem, ang. Master) Trinity College w Cambridge. Zasiadł w radach British Museum i Muzeum Nauki w Londynie. W dniu 6 września 2005 otrzymał tytuł barona (Baron Rees of Ludlow, hrabstwo Shropshire) i miejsce w Izbie Lordów jako par dożywotni.

## Wyróżnienia
- 2024: Nagroda Wolfa w dziedzinie fizyki
- 2023: Medal Copleya od Towarzystwa Królewskiego w Londynie (ang. Royal Society)[5]
- 2013: Medal Diraca ICTP[6]
- 2013: Medal im. Bohdana Paczyńskiego
- 2012: Isaac Newton Medal
- 2011: Nagroda Templetona
- 2007: Order Zasługi
- 2007: Caird Medal of the National Maritime Museum
- 2005: Parowie dożywotni
- 2005: Nagroda Crafoorda
- 2004: Nagroda Michael Faraday Prize
- 2004: Lifeboat Foundation's Guardian Award
- 2004: Nagroda Henry Norris Russell Lectureship
- 2003: Nagroda Albert Einstein World Award of Science
- 2003: Nagroda Petrie Prize Lecture
- 2001: Nagroda Gruber Prize in Cosmology
- 2000: Nagroda Bruno Rossi Prize
- 1998: Nagroda Bower Award and Prize for Achievement in Science
- 1993: Bruce Medal
- 1989: Medal Karla Schwarzschilda
- 1987: Złoty Medal Królewskiego Towarzystwa Astronomicznego
- 1984: Nagroda Dannie Heineman Prize for Astrophysics.

Planetoida (4587) Rees została nazwana jego imieniem.

## Publikacje
Rees to autor ponad 500 artykułów naukowych i kilku książek popularnonaukowych, w tym:
1. 1996: Kosmiczne zbiegi okoliczności. Ciemna materia, ludzkość i antropiczna kosmologia, współautor: John Gribbin, tłum. Piotr Amsterdamski, wyd. Cyklady, ISBN 83-8685905-9.
2. 1999: Przed początkiem. Nasz Wszechświat i inne wszechświaty, Ewa L Łokas (tłum.), Bogumił Bieniok (tłum.), Warszawa: Prószyński i S-ka, ISBN 83-7180-204-8, OCLC 170020552. Brak numerów stron w książce
3. 1999: Ta siła fatalna. Czarne dziury we Wszechświecie, wraz z M. Begelmanem, Prószyński i S-ka, ISBN 83-7180-840-2.
4. 2000: Tylko sześć liczb, Grupa Wydawnicza KAW, ISBN 83-85458-74-3.
5. 2006: Nasz kosmiczny dom, Prószyński i S-ka, ISBN 83-7469-308-8.
6. 2006: Wszechświat. Encyklopedia, tłum. Michał Czerny, Wydawnictwo Naukowe PWN, ISBN 83-0114848-9